# Günther Volker
Günther Volker (* 12. Januar 1924 in Celle; † 4. März 1999 ebenda) war ein deutscher Sportfunktionär.

## Leben
Volker trat 1942 der NSDAP bei. Er war Zahnarzt in Celle und  von 1983 bis 1996 Präsident des Landessportbundes Niedersachsen, nachdem er zuvor bereits von 1975 bis 1983 Stellvertretender Vorsitzender und Vorsitzender des Bezirkssportbundes gewesen war. 
Er machte sich besonders um die Integration von Sportlern mit Behinderungen verdient, sodass der Landessportbund seit 2002 den Günther-Volker-Preis in Anlehnung an die große Bedeutung, die Volker der rehabilitativen und integrativen Kraft des Sports zumaß, vergibt. Volker gehörte seit der Gründung auch dem Vorstand des Niedersächsischen Instituts für Sportgeschichte an, da er auch in der Dokumentation und Aufarbeitung der Traditionen des Sports ein wichtiges Alleinstellungsmerkmal der Sportvereine und -verbände sah, von denen eine integrative Wirkung ausgehe. 
1996 wurde Volker posthum mit dem Großen Verdienstkreuz des Niedersächsischen Verdienstordens ausgezeichnet. Die Stadt Celle ehrte sein Andenken durch die Benennung des Sportstadions als Günther-Volker-Stadion.